# Películas de James Bond

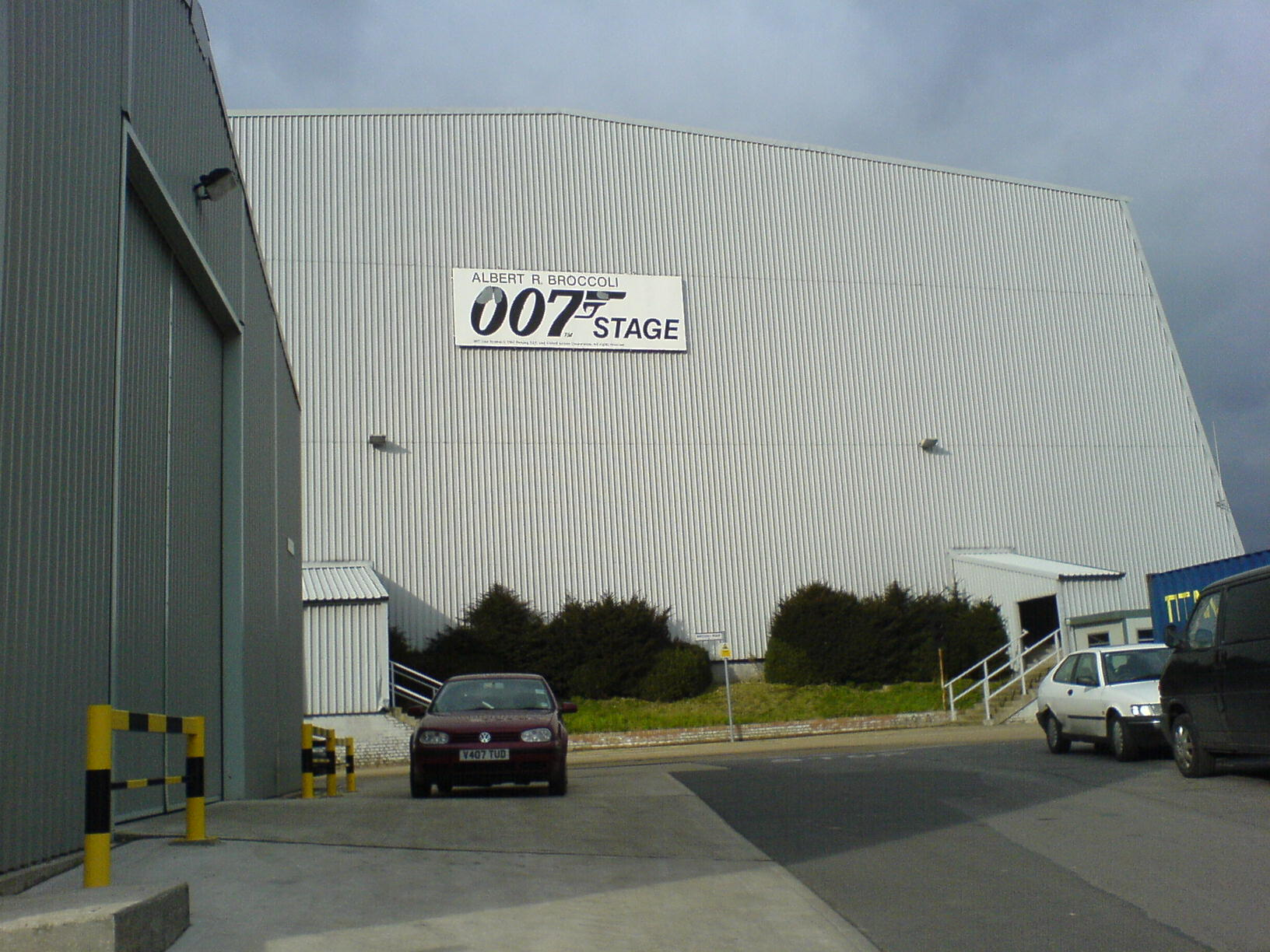
El estudio de grabación de 007 en Pinewood Studios.

Las películas de James Bond forman la serie británica de adaptaciones al medio audiovisual de películas de espías basado en el personaje de ficción del MI6, el agente James Bond "007", que originalmente apareció en una serie de libros de Ian Fleming. Es la serie continua de películas más larga en la historia del cine, después de haber iniciado la producción desde 1962 hasta el presente, con un paréntesis de seis años entre 1989 y 1995. Eon Productions, es la productora oficial de la franquicia Bond, que ha producido 25 películas hasta la fecha, la mayoría de ellas en los Pinewood Studios. Con un bruto combinado de más de US$6 000 000 000 hasta la fecha, las películas producidas por Eon constituyen la cuarta serie más taquillera de películas en la historia, por detrás de las películas del Universo cinematográfico de Marvel, Star Wars, el Mundo Mágico, entre otras, las películas de Bond son las más taquilleras de la historia si se representan los efectos de la inflación. Seis actores han retratado a 007 en la serie de Eon, el último de ellos Daniel Craig.
Independientemente de la serie de Eon Productions, ha habido tres producciones adicionales con el personaje de James Bond: la primera, una adaptación para un capítulo de la serie estadounidense Climax! de 1954, titulado Casino Royale, producida por CBS y Paramount Pictures; la segunda, una parodia de 1967, Casino Royale, producido por Charles K. Feldman para la productora Columbia Pictures; y la tercera, una nueva versión de la película de 1965, Thunderball titulada Never Say Never Again (1983), producido por Jack Schwartzman para Warner Bros., que había obtenido los derechos de la película de McClory.
Albert R. Broccoli y Harry Saltzman han coproducido la mayoría de las películas Eon hasta 1975, cuando se convirtió Broccoli en el único productor. La única excepción en este período fue Operación Trueno, en la que Broccoli y Saltzman se convirtieron en productores ejecutivos, mientras que Kevin McClory la produjo.
Desde 1984 hasta 1989 Broccoli estuvo acompañado por su hijastro, Michael G. Wilson como productor hasta 1995, cuando Albert Broccoli hizo a un lado Eon y fue reemplazado por su hija Barbara Broccoli, que ha coproducido con Wilson desde entonces. Brócoli (y hasta 1975, de Saltzman) empresa familiar, Danjaq, ha mantenido la propiedad de la serie a través de Eon, y mantenido copropiedad con United Artists desde mediados de la década de 1970. La serie Eon ha visto la continuidad tanto en los actores principales y en los equipos de producción, con los directores, escritores, compositores, diseñadores de producción, y otros empleados a través de una serie de películas. Desde el estreno de Dr. No (1962) hasta For Your Eyes Only (1981), las películas se distribuyeron exclusivamente por United Artists. Cuando la Metro-Goldwyn-Mayer absorbió a United Artists en 1981, MGM/UA Entertainment Co. se formó y distribuye las películas hasta 1995. MGM únicamente distribuye tres películas entre 1997 y 2002 después de United Artists fue retirado como un estudio de la corriente principal.
Desde 2006 hasta la actualidad, MGM y Columbia Pictures han co-distribuido la serie de películas, tras la adquisición de 2005, de MGM por un consorcio liderado por la empresa matriz de Columbia, Sony Pictures Entertainment. En noviembre de 2010; MGM se declaró en quiebra; tras su salida de la insolvencia, Columbia ha sido socio de coproducción de la serie con Danjaq en los derechos de distribución de Sony hasta Spectre (2015).
El personaje ficticio Bond cumplió 40 años en el año 2002, y 50 años de emisiones en el 2004 contados a partir de Casino Royale de 1954, aunque al final de los títulos de Skyfall (2012), aparece una leyenda con letra grande diciendo: «"50 años de James Bond"» en inglés, refiriéndose a los 50 años de películas contando a partir de Dr. No (1962).

## Películas
Todas las novelas de Fleming han sido llevadas al cine y a la televisión, algunas muy fieles a los originales y otras muy libremente adaptadas, así como la mayoría de los cuentos de Fleming. De las novelas escritas por autores posteriores ninguna se ha llevado todavía a la gran pantalla. Las últimas películas de James Bond han estado basadas en guiones originales tomando algunos elementos de las novelas de Fleming.
Son ocho actores que han encarnado a 007 en total, sin contar solo la oficialidad legal de EON Productions. La lista enumera todas las producciones hasta la fecha. De ellas, las producidas por Eon son 25.
Son tres las películas no realizadas por EON, las llamadas «no oficiales» a pesar de que cumplen todos los derechos legales para la utilización del personaje: Casino Royale (1954) producida por Paramount Pictures y la CBS Broadcasting Inc, Casino Royale (1967) producida por Columbia Pictures, y Never Say Never Again (1983) producida por Warner Bros.
Son 28 versiones fílmicas adaptadas de James Bond hasta el año 2021. El capítulo de la serie americana Clímax titulado Casino Royale de 1954, fue la primera adaptación fílmica que se realizó con autorización del novelista inglés Ian Fleming (creador del personaje ficticio James Bond en el año 1952), dando como resultado a Bond como protagonista de pantalla a partir del año 1954.

### Películas deEON Productions

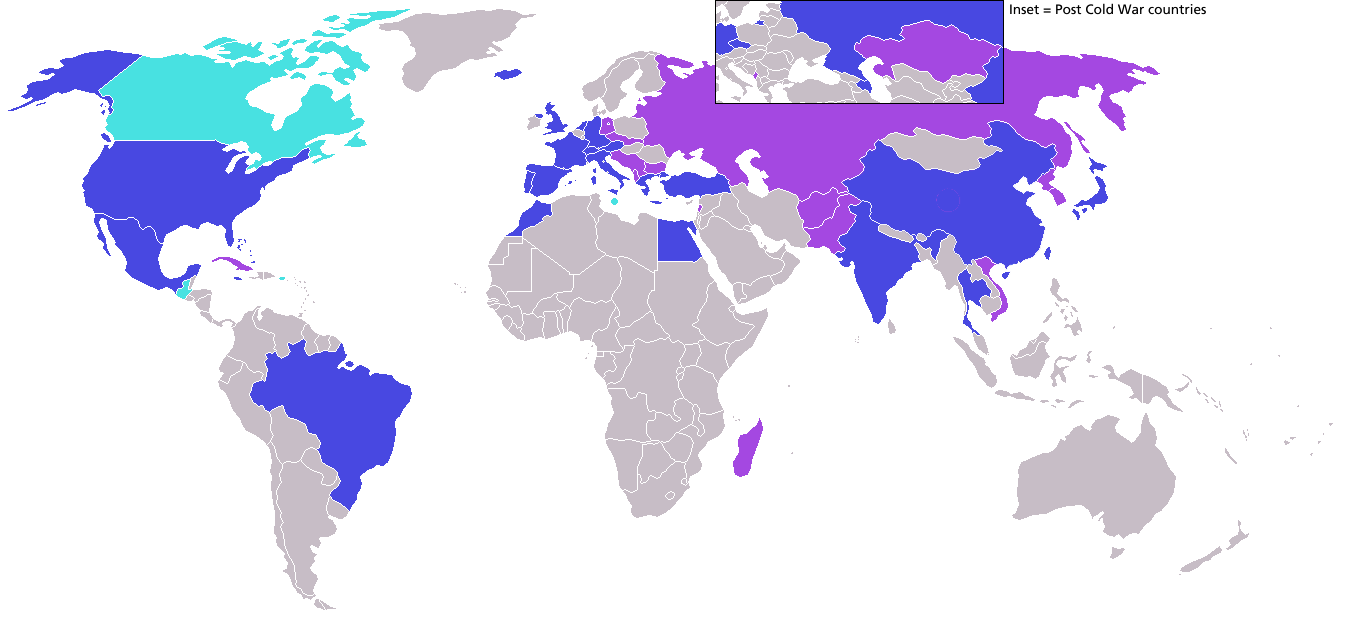
Localizaciones en el mapa mundi

| N.º | Título (original)               | Título (España)                    | Año  | James Bond     | Director(a)        |
| --- | ------------------------------- | ---------------------------------- | ---- | -------------- | ------------------ |
| 1   | Dr. No                          | Agente 007 contra el Dr. No        | 1962 | Sean Connery   | Terence Young      |
| 2   | From Russia with Love           | Desde Rusia con amor               | 1963 | Sean Connery   | Terence Young      |
| 3   | Goldfinger                      | James Bond contra Goldfinger       | 1964 | Sean Connery   | Guy Hamilton       |
| 4   | Thunderball                     | Operación Trueno                   | 1965 | Sean Connery   | Terence Young      |
| 5   | You Only Live Twice             | Sólo se vive dos veces             | 1967 | Sean Connery   | Lewis Gilbert      |
| 6   | On Her Majesty's Secret Service | Al servicio secreto de su Majestad | 1969 | George Lazenby | Peter R. Hunt      |
| 7   | Diamonds Are Forever            | Diamantes para la eternidad        | 1971 | Sean Connery   | Guy Hamilton       |
| 8   | Live and Let Die                | Vive y deja morir                  | 1973 | Roger Moore    | Guy Hamilton       |
| 9   | The Man with the Golden Gun     | El hombre de la pistola de oro     | 1974 | Roger Moore    | Guy Hamilton       |
| 10  | The Spy Who Loved Me            | La espía que me amó                | 1977 | Roger Moore    | Lewis Gilbert      |
| 11  | Moonraker                       | Moonraker                          | 1979 | Roger Moore    | Lewis Gilbert      |
| 12  | For Your Eyes Only              | Sólo para sus ojos                 | 1981 | Roger Moore    | John Glen          |
| 13  | Octopussy                       | Octopussy                          | 1983 | Roger Moore    | John Glen          |
| 14  | A View to a Kill                | Panorama para matar                | 1985 | Roger Moore    | John Glen          |
| 15  | The Living Daylights            | 007: Alta Tensión                  | 1987 | Timothy Dalton | John Glen          |
| 16  | Licence to Kill                 | 007: Licencia para matar           | 1989 | Timothy Dalton | John Glen          |
| 17  | GoldenEye                       | GoldenEye                          | 1995 | Pierce Brosnan | Martin Campbell    |
| 18  | Tomorrow Never Dies             | El mañana nunca muere              | 1997 | Pierce Brosnan | Roger Spottiswoode |
| 19  | The World Is Not Enough         | El mundo nunca es suficiente       | 1999 | Pierce Brosnan | Michael Apted      |
| 20  | Die Another Day                 | Muere otro día                     | 2002 | Pierce Brosnan | Lee Tamahori       |
| 21  | Casino Royale                   | Casino Royale                      | 2006 | Daniel Craig   | Martin Campbell    |
| 22  | Quantum of Solace               | Quantum of Solace                  | 2008 | Daniel Craig   | Marc Forster       |
| 23  | Skyfall                         | Skyfall                            | 2012 | Daniel Craig   | Sam Mendes         |
| 24  | Spectre                         | Spectre                            | 2015 | Daniel Craig   | Sam Mendes         |
| 25  | No Time to Die                  | Sin tiempo para morir              | 2021 | Daniel Craig   | Cary Fukunaga      |

### Películas no producidas porEON Productions
| N.º | Título original       | Año  | James Bond   | Director                                                                         | Productora        |
| --- | --------------------- | ---- | ------------ | -------------------------------------------------------------------------------- | ----------------- |
| 1   | Casino Royale         | 1967 | David Niven  | Peter Sellers John Huston Kenneth Hughes Val Guest Robert Parrish Joseph McGrath | Columbia Pictures |
| 2   | Never Say Never Again | 1983 | Sean Connery | Irvin Kershner                                                                   | Warner Bros.      |

### Cortometrajes
Happy & Glorious
Durante la Ceremonia de apertura de los Juegos Olímpicos de Londres 2012, se emite Happy & Glorious: Felices y Gloriosos —Happy and glorius, que es uno de los versos de la letra del himno nacional del Reino Unido—, un cortometraje que incluye a James Bond (interpretado por el actual actor de Bond, Daniel Craig) entrando al Palacio de Buckingham. Al ingresar al palacio hay una visita turística de niños brasileños (en alusión a los siguientes juegos olímpicos) a quienes se les está dando una explicación de la historia del palacio cuando James Bond pasa junto a ellos. Al llegar a los aposentos reales de la reina, se le observa sentada en su escritorio. Justo al dar las ocho y media en punto, la reina voltea y saluda diciendo "Good evening, Mr Bond!" —¡Buenas noches, Sr. Bond!—, con lo que se hizo alusión a la puntualidad inglesa. Después, al compás de la música para los reales fuegos de artificio de Händel, Bond escoltó a la Reina Isabel II fuera del edificio y esperó dentro de un helicóptero, que voló por Londres hasta el estadio. Durante el camino, el helicóptero pasa por algunos de los símbolos de Londres, como el Big Ben, el río Támesis y el Ojo de Londres pasando por el centro del mismo. En todos los lugares por donde pasan, son saludados por personas de todas las nacionalidades, incluyendo las azoteas de los rascacielos. Al pasar por la estatua de Winston Churchill, esta cobra vida, y sonríe a la reina y le saluda con efusividad, lo cual sorprende al superagente. Al final de la película, Bond y su Majestad saltaron del helicóptero mientras se escucha el tema musical clásico de las películas. Esta escena se entremezcló con imágenes en vivo de actores interpretándolos, que se lanzaron en paracaídas desde un helicóptero sobre el estadio —usando paracaídas con la Bandera del Reino Unido—.
El salto lo realizaron los especialistas Gary Connery, especialista y saltador desde lugares fijos, con un vestido idéntico al de la Reina, y Mark Sutton quien dobló a Craig y que perdería la vida en un trágico accidente el 14 de agosto de 2013. En la escena en la cual la Reina entra y se sienta dentro del helicóptero, fue doblada por la actriz Julia McKenzie, intérprete de Miss Marple en televisión.

### Ubicación geográfica de las películasBond
Esta lista enumera los países, ciudades o sitios donde se desarrolla cada una de las películas oficiales, que no coinciden necesariamente con los sitios de rodaje. Sitios ficticios van entre comillas.

#### Películas deEON Productions
| Título                          | Localizaciones |
| ------------------------------- | --- |
| Dr. No                          | Jamaica: Kingston Estados Unidos: Crab Key |
| From Russia with Love           | "Spectre Island" · Turquía: Estambul · Yugoslavia: Belgrado y Zagreb · Italia: Trieste y Venecia |
| Goldfinger                      | Estados Unidos: Miami,Blue Grass Field y Fort Knox · Reino Unido: Londres · Suiza: Ginebra · Estados Unidos: Puerto Rico |
| Thunderball                     | Estados Unidos: Miami Francia: París Reino Unido: Nassau Reino Unido: Londres |
| You only live twice             | Reino Unido: Hong Kong Japón: Tokio y Kōbe |
| On Her Majesty's Secret Service | Suiza: Zúrich, Lauterbrunnen y Berna · Portugal: Lisboa · Reino Unido: Londres |
| Diamonds Are Forever            | Estados Unidos: Las Vegas y Desierto cerca de Las Vegas como Mina de diamantes · Sudáfrica · Países Bajos: Ámsterdam |
| Live and Let Die                | Estados Unidos: Nueva York y Nueva Orleans Jamaica como "San Monique" en el Caribe |
| The Man with the Golden Gun     | Líbano Beirut Portugal: Macao Reino Unido: Hong Kong Tailandia: Bangkok Tailandia: Bahía de Phang Nga como guarida de Scaramanga                                                                                            |
| La espía que me amó             | Austria: Berngarten · Egipto: El Cairo y Gizeh · Italia: Cerdeña · Atlantis - Plataforma en el Mar Mediterráneo |
| Moonraker                       | Estados Unidos: Los Ángeles · Italia: Venecia · Brasil: Río de Janeiro · Guatemala · Como base del MI6 · Argentina · Cataratas del Iguazú                                                                                   |
| For Your Eyes Only              | Mar Jónico · Grecia como San Martín de Valdeiglesias · España: Madrid (escenas rodadas en realidad en Grecia). · Italia: Cortina d'Ampezzo · Grecia: Creta, Corfú y Meteora · Grecia: Bahamas como profundidades del océano |
| Octopussy                       | Reino Unido: bases aéreas -como Cuba- · Reino Unido: Londres · India: Udaipur · Alemania: Berlín, Chemnitz y Baviera |
| A View to a Kill                | Unión Soviética Islandia como Siberia Francia: París Estados Unidos: San Francisco |
| The Living Daylights            | Checoslovaquia: Bratislava · Austria: Viena y Carintia · Marruecos: Tánger · Afganistán · Reino Unido: Londres y Gibraltar · Estados Unidos: Desierto Mojave como Gibraltar                                                 |
| Licencia para matar             | Estados Unidos: Key West y Miami · México como "Isthmus City" en Sudamérica · México: Acapulco |
| GoldenEye                       | Rusia: Arcángel, Severnaya y San Petersburgo · Mónaco: Mónaco · Estados Unidos: Puerto Rico · Suiza: Tesino |
| El mañana nunca muere           | Alemania: Hamburgo · Tailandia: Bangkok -como Saigón- · Vietnam: Bahía de Ha Long |
| The World Is Not Enough         | España: Bilbao · Reino Unido: Londres y Escocia · España: Tudela -como Kazajistán- · España: Cuenca -como Bakú- · Rusia: Mar Caspio · Turquía: Estambul                                                                     |
| Die Another Day                 | Corea del Norte · China: Hong Kong · España: Cádiz -como Cuba- · Reino Unido: Londres · Islandia |
| Casino Royale                   | Reino Unido: Londres · República Checa: Praga y Karlovy Vary -como Montenegro- · Bahamas: Nueva Providencia -como Madagascar- · Italia: Lago de Como y Venecia                                                              |
| Quantum of Solace               | Reino Unido: Londres · Panamá: Colón y Panamá como Haití y Bolivia · Chile: Observatorio Paranal y Tocopilla como Bolivia · Italia: Lago de Como, Siena y Lago de Garda · Austria: Bregenz y Feldkirch                      |
| Skyfall                         | Reino Unido: Londres y Escocia China:Shanghái Macao y Hong Kong Turquía: Estambul |
| Spectre                         | Reino Unido: Londres · Italia: Roma · México: Ciudad de México · Austria: Altaussee, Sölden y Obertilliach · Marruecos: Tánger, Uchda y Erfoud                                                                              |
| Sin tiempo para morir           | Jamaica Noruega Italia: Matera Reino Unido: Londres y Escocia |

#### Películas no producidas porEON Productions
| Título                  | Localizaciones |
| ----------------------- | --- |
| Casino Royale (1954)    | |
| Casino Royale (1967)    | |
| Nunca digas nunca jamás | Reino Unido: Clínica y base americana Bahamas: Nasáu Francia: Fort Carré y Villefranche-sur-Mer- como Niza - Siria: Palmira Mónaco: Montecarlo |

## Guiones

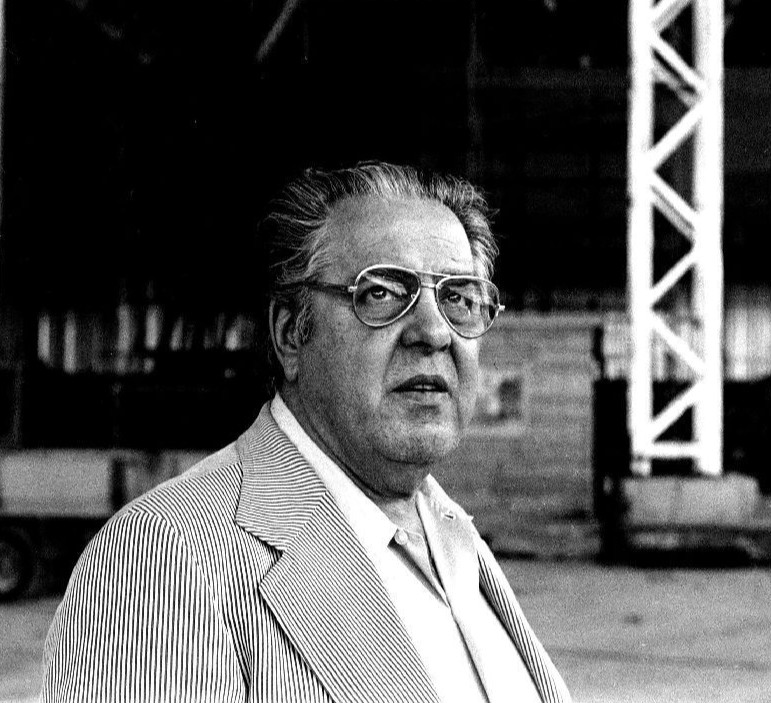
Albert R. Broccoli, productor de cine de la saga James Bond.

Las primeras películas del agente 007 estuvieron basadas en las novelas de Ian Fleming; sin embargo, al agotarse éstas, se optó por historias originales de diversos guionistas, manteniendo en lo posible el estilo sentado por las películas e incorporando de paso casi todas las historias cortas que escribió el autor del personaje. Algunas solo han tomado el título y personajes de las historias cortas, y otras incluso han sido versiones completamente libres de las novelas.
- Dr. No: Adaptación fiel en términos generales de la sexta novela del mismo nombre de la serie del agente James Bond, con pocas libertades respecto del texto original.
- Desde Rusia con amor: Adaptación fiel en lo general de la quinta novela del mismo nombre de la serie del agente James Bond, con pocas libertades respecto del texto original.
- Goldfinger: Adaptación muy fiel de la séptima novela de la serie del agente James Bond.
- Operación Trueno: Adaptación fiel en lo general de la novela del mismo nombre de la serie del agente James Bond, con pocas libertades respecto del texto original.
- Sólo se vive dos veces: Adaptación libre de la novela del mismo nombre del agente James Bond; tiene pocas pero significativas libertades respecto del texto original.
- On Her Majesty's Secret Service: Adaptación fiel en lo general de la novela del mismo nombre de la serie del agente James Bond, con pocas libertades respecto del texto original.
- Diamonds Are Forever: Adaptación fiel de la novela del mismo nombre de la serie del agente James Bond, con pocas libertades respecto del texto original.
- Vive y deja morir: Adaptación fiel en lo general de la novela del mismo nombre de la serie del agente James Bond, incorporando además en la primera parte la historia corta “007 en Nueva York”.
- The Man with the Golden Gun: Adaptación libre de la novela del mismo nombre de la serie del agente James Bond.
- La espía que me amó: Es la primera película de la serie oficial del agente James Bond basada en un guion completamente original; únicamente el título fue tomado de la novela del mismo nombre.
- Moonraker: Adaptación completamente libre de la novela del mismo nombre de la serie del agente James Bond.
- For Your Eyes Only: Película basada en un guion original para cine con elementos dispersos de las historias cortas Sólo para tus ojos, “Máximo Riesgo” y aún de la novela “Vive y Deja Morir” de la serie del agente James Bond.
- Octopussy: Película basada en un guion original para cine; solamente el título fue tomado de la historia corta del mismo nombre, aunque incorporando en la primera parte la también historia corta “Propiedad de una Dama” de la serie del agente James Bond.
- A View to a Kill: Película basada en un guion original para cine, solo el título fue tomado de la historia corta “Panorama para Matar” (en inglés tienen el mismo título) de la serie del agente secreto James Bond.
- The Living Daylights: Película basada en un guion original para cine incorporando en la primera parte la historia corta “Alta Tensión” de la serie del agente James Bond, de la cual además toma el título (en inglés tienen el mismo título).
- Licencia para matar: Película basada en un guion original para cine, aunque tomando un capítulo de la novela “Vive y Deja Morir” como hilo conductor de la historia, e incluso con elementos de la historia corta “El Extraño Hildebrand” de la serie del agente James Bond.
- GoldenEye: Película basada en un guion completamente original para cine, aunque curiosamente el título fue tomado de la finca propiedad de Ian Fleming en Jamaica.
- El mañana nunca muere: Película basada en un guion completamente original para cine.
- The World Is Not Enough: Película basada en un guion completamente original para cine, aunque el título fue tomado de la frase en latín Orbis Non Sufficit que se menciona en la novela “Al Servicio Secreto de Su Majestad” de la serie del agente James Bond.
- Die Another Day: Película basada en un guion original para cine, aunque adaptando en la segunda parte la novela “Moonraker” de la serie del agente James Bond.
- Casino Royale: Adaptación en lo general muy fiel de la novela del mismo nombre de la serie del agente James Bond, aunque la primera parte es una historia original para cine.
- Quantum of Solace: Historia totalmente original, se trata de una secuela directa de Casino Royale. El título está tomado de una de las historias cortas del libro "Sólo para tus ojos", el cual en español traducido literalmente es Cuanto de Solaz, término demasiado castizo que más bien debe traducirse como Porción de Consuelo, pues de eso trata la historia para el personaje de Bond; Algo de Consuelo.
- Skyfall: Película basada en un guion completamente original para cine. Muestra elementos de la novela Moonraker al llevar la acción a Londres y el villano terriblemente desfigurado.
- Spectre: Película basada en un guion completamente original para cine, aunque toma un elemento central del cuento Octopussy como parte fundamental de la trama.
- No Time To Die: Película basada en un guion original para cine, aunque con elementos centrales de la novela Solo se vive dos veces.

De las novelas de los autores posteriores, ninguna ha sido tomada en cuenta por los productores hasta la fecha.

## Actores
- Sean Connery (1962-1967; 1971; 1983)
- George Lazenby (1969)
- Roger Moore (1973-1985)
- Timothy Dalton (1987-1989)
- Pierce Brosnan (1995-2002)
- Daniel Craig (2006-2021)

## Personajes
- M
- Miss Moneypenny
- Q
- Félix Leiter
- James Bond (enemigos)

## Villanos y asesinos
- Ernst Stavro Blofeld (No. 1): el camaleónico líder de la organización SPECTRE. En las primeras películas solo se veía su mano acariciando un gato blanco. Muere al tercer intento cuando Bond lo arroja a una chimenea industrial.
- Dr. Julius No: mente maestra científica de SPECTRE armado con manos mecánicas, diseña un aparato que irradia a larga distancia. Muere al caer en su propio reactor nuclear.
- Red Grant: agente doble para SPECTRE y "00" al igual que Bond, su misión es asesinar a Bond y robarle 20 millones de libras en oro. Muere estrangulado con la cuerda de su propio "reloj para espía asesino", tras Bond aturdirlo con gas lacrimógeno.
- Auric Goldfinger: poderoso inversionista en oro cuyo plan es irradiar Fort Knox para disparar los precios del dorado metal y ser el mayor acaparador del mismo en el mundo. Muere al ser succionado por una ventana rota en un avión en vuelo.
- Oddjob: protector coreano de Goldfinger. Es un mortífero Artista Marcial con fuerza sobre humana que esconde una cuchilla en el borde de su sombrero de acero. Muere electrocutado por Bond.
- Emilio Largo: "Número 2" de SPECTRE cuyo fin es desarrollar la Operación Trueno. Muere cuando Domino le dispara un arpón.
- Sr. Osato: industrial japonés que abastece a SPECTRE de líquido para su plan de hacer la Tercera Guerra Mundial. Muere asesinado por Blofeld.
- Irma Bunt: madre y creadora de las "Ángeles de la Muerte", aparece en la película 007: Al Servicio Secreto de su Majestad(1969). Se le da por muerta en la cruzada de venganza de Bond contra los asesinos de su esposa Tracy.
- Mr. Wint & Mr. Kidd: pareja de asesinos profesionales que aparecen en Diamantes para la eternidad (1971). Kidd muere incendiado y caído al mar, y Wint muere tras ser arrojado de un crucero con una bomba.
- Dr. Kananga (Mr. Big): dictador caribeño y mafioso distribuidor de heroína en la película Vive y deja morir. Muere después de que Bond activa una bala inflable mata-tiburones en su boca.
- Tee Hee: esbirro del doctor Kananga con una mano mecánica. Muere tras ser cortados los cables de su prótesis y después de ser lanzado del tren por Bond.
- General Anatol Gogol: general soviético interpretado por Walter Gotell. Jefe de la KGB, suele ayudar a Bond aunque en una ocasión fue su enemigo.
- Francisco Scaramanga: exartista de circo cubano conocido también como "El hombre de la pistola de oro". El mejor asesino profesional del mundo. Muere en un duelo orquestado por él mismo contra Bond.
- Karl Stromberg: multimillonario industrialista naviero, principal financíador de la organización SMERSH. Muere en un tiroteo contra Bond.
- Naomi: piloto de Stromberg que intenta matar a James Bond. Éste la mata con un misil lanzado desde su Lotus Spirit submarino.
- Hugo Drax: industrial aero-espacial obsesionado con el exterminio de la raza humana. Muere por un dardo de cianuro disparado por Bond, y es arrojado por éste al espacio exterior.
- Jaws: gigantesco asesino con fuerza sobre humana y dientes de acero. Aparece en las películas "La espía que me amó" y "Moonraker". Se vuelve aliado de Bond y sobrevive junto con su novia Dolly.
- Aristotle Kristatos: magnate naviero que captura el sistema de guía de misiles "ATAC" para vendérselo a los rusos. Aparece en "Sólo para sus ojos" (1981). Muere asesinado por su ex aliado Columbo.
- Kamal Khan: príncipe afgano exiliado, propietario de una cadena de casinos y de un fastuoso palacio provisto de mazmorras. Aparece en "Octopussy" (1983) y es interpretado por Louis Jourdan. Muere al estrellarse su avión.
- Mischka y Grischka: lanzadores de cuchillos al servicio de Kamal Khan y asesinos de 009. Mischka muere cuando Bond arroja un cañón de bala humana sobre su cabeza, y Grischka muere por uno de sus cuchillos tirado por Bond en venganza por 009.
- Max Zorin: industrial francés de origen nazi, pretende monopolizar la comercialización de microchips en la película "Panorama para matar" / "En la mira de los asesinos". Muere al caer del puente Golden Gate.
- May Day: asesina profesional Interpretada por Grace Jones en la película "Panorama para matar" / "En la mira de los asesinos" (1985). Sacrifica su vida para salvar a Bond y frustrar los planes de su jefe Max Zorin quien la traicionó.
- Franz Sánchez: narcotraficante mexicano con una venganza personal contra el enlace de Bond en la CIA que es Felix Leiter. Muere inmolado por Bond. Aparece en Licence to Kill.
- Milton Krest: propietario de una empresa de búsqueda, que es una tapadera para la operación de Franz Sánchez. Muere asesinado por Sánchez tras creer que lo traicionó.
- General Ourumov: general ruso corrupto al servicio de Janus en "GoldenEye". Muere acribillado por Bond.
- Alec Trevelyan: (Sean Bean) Agente 006, conocido criminalmente como Janus. Sobrevivió a una explosión, donde según él, Bond no lo quiso ayudar. Fundó la organización criminal Janus con Xenia Onatopp y el General Ourumov en GoldenEye. Muere Después de que Bond lo arroja de su antena para dirigir el satélite Mischa y tras ser destruida la antena esta cae sobre el.
- Xenia Onatopp: Mercenaria Georgiana interpretado por Famke Janssen en la película "GoldenEye". Muere estrangulada al estar amarrada a un helicóptero y Bond dispara al helicóptero haciendo que se estrelle.
- Elliot Carver: magnate de los medios de comunicación interpretado por Jonathan Pryce en la película "El Mañana nunca muere". Muere hecho pedazos por el barreno de un submarino de ataque que el usaba para causar un cisma entre Inglaterra y China. Se dice que el personaje estaba inspirado en Rupert Murdoch.
- Sr. Stamper: Guardaespalda personal de Elliot Carver y exagente de la STASI de la Alemania Oriental. Muere cuando Bond lo amarra de una cadena y logra detonar una bomba que había puesto en el misil que iba a ser disparado a una flota británica y así causar una guerra entre Gran Bretaña y China.
- Renard: brutal terrorista y asesino que es insensible a causa de un bala incrustada en el cerebro que le corrompe de forma progresiva en la película "The world is not enough". Muere empalado por un cilindro de plutonio.
- Sir Gustav Graves: magnate de negocios y traficante de diamantes. Aparece en "Muere otro día" / "Otro día para Morir". Fue en su vida pasada el coronel Tan-Sun Moon y pretendía unificar las dos Coreas, norte y sur, por medio una poderosa máquina llamada "Ícaro". Muere a manos de Bond, electrocutado y descuartizado por el motor de su avión.
- Le Chiffre: banquero de origen suizo que trabaja para las organizaciones terroristas del mundo. Muere asesinado por su socio Sr. White al ver que no es un agente confiable. Sale en "Casino Royale".
- Sr White/Mr White/Rey Palido: Miembro de la subsidiaria Quantum y parte importante de la organización SPECTRE
- Dominic Greene: presidente y fundador de las Empresas Greene relacionadas al medio ambiente. Pretendía quedarse con el agua potable de Bolivia para que la gente le comprara a él el agua en "Quantum of Solace" (2008). Muere asesinado por su socios de Quantum tras fallar en su misión.
- General Medrano: general corrupto que quería derrocar al gobierno de Bolivia en "Quantum of Solace" (2008), es asesinado por Camille Montes en venganza por el asesinato de su familia.
- Raoul Silva: ciberterrorista que busca venganza contra los que considera responsables por haberlo traicionado ya que originalmente había sido un agente del MI6, fue interpretado por Javier Bardem. Aparece en la película "Skyfall" (2012). Es asesinado por James Bond clavándole un puñal por la espalda cuando este se atrevía a matar a M.
- Mr. Hinx: asesino superentrenado de la agencia SPECTRE, el cual tiene como objetivo encontrar a Mr White, exmiembro de SPECTRE, y asesinarlo; evitando que Bond le extraiga información. Muere al ser expulsado de un tren con un galón de leche atado al cuello.
- Lyutsifer Safin: líder terrorista en una misión de venganza contra SPECTRE, que luego se convierte en el nuevo adversario de Bond al entrar en conflicto con él y Madeleine Swann. Safin fue el responsable de secuestrar al científico del MI6 Valdo Obruchev y de chantajear a la doctora Swann para matar a Blofeld. Muere cuándo Bond le rompe el brazo y le da varios tiros en "Sin tiempo para morir".

## Directores
El primer director de las películas de James Bond fue el británico Terence Young, quien comenzó su carrera como escritor de adaptaciones, y, después, pasó a la silla de dirección en películas de Irving Allen y Albert R. Broccoli, hasta que fue elegido por Broccoli para conducir el primer filme de la saga James Bond, Dr. No. Inmediatamente después realizó Desde Rusia con Amor y en 1965 volvió para Operación Trueno, películas de la saga protagonizadas por Sean Connery. Conocido principalmente por ser quien sentó el estilo de todas las entregas clásicas Bond posteriores, Young falleció en 1994.
El segundo director de la serie fue el también británico Guy Hamilton, quien realizó Goldfinger y Diamantes para la Eternidad con Connery, y posteriormente Vive y Deja Morir y El Hombre de la Pistola de Oro, las primeras dos entregas con Roger Moore.
El tercero fue el también inglés Lewis Gilbert, quien tenía una bien sentada trayectoria como director, productor y escritor, y fue convencido para dirigir una entrega de la serie tras mucha reluctancia. Dirigió para la saga Sólo se Vive Dos Veces con Connery, y diez años después regresó en La Espía que me Amó y Moonraker, ambas con Roger Moore; esto es, las tres con más acercamientos a la ciencia ficción de los primeros años de la serie.
El cuarto fue el innovador editor fílmico inglés Peter R. Hunt, quien precisamente se encargó de la edición de las cuatro primeras películas, Dr. No, Desde Rusia con Amor, Goldfinger y Operación Trueno, mientras que en Sólo se Vive Dos Veces estuvo a cargo de dirigir la segunda unidad de filmación así como supervisando la edición. Para 1969 se le permitió realizar su debut en la silla de director con Al Servicio Secreto de Su Majestad. Posteriormente dirigió varios episodios de la serie televisiva The Persuaders! protagonizada precisamente por Roger Moore y Tony Curtis; luego de ello hizo una breve carrera como director y falleció en el año 2002, aunque llama la atención que la única película en la saga de la cual se encargó fue la única protagonizada por George Lazenby.
El quinto fue el también británico John Glen, quien se había encargado de la edición y de dirigir la segunda unidad de filmación en tres películas de la saga, Al Servicio Secreto de Su Majestad, La Espía que me Amó y Moonraker hasta que los productores vieron en él la posibilidad de renovación de la serie, por lo cual lo ascendieron a la silla de director en Sólo para tus Ojos con Roger Moore, repitiendo en las siguientes cuatro películas al hilo, Octopussy y Panorama para matar, las dos últimas de Moore; así como The Living Daylights y Licencia para matar, las dos únicas con Timothy Dalton como el 007. En su momento, Glen consiguió revitalizar la saga. Sin embargo, después del letargo en el que cayó la serie en 1989, no ha vuelto a ser llamado y parece improbable que regrese.
Para el resurgimiento de la serie en 1995, se optó por un director más experimentado en el cine de acción contemporáneo, recayendo la labor en el neozelandés Martin Campbell, quien realizó la exitosa GoldenEye, la primera de Pierce Brosnan en el papel.
Posteriormente, buscando flexibilizar aún más la renovada serie protagonizada por Brosnan, se llamó al canadiense Roger Spottiswoode (como dato curioso es el único director de origen norteamericano que ha tenido la saga) para dirigir El Mañana Nunca Muere. En la tercera entrega de Brosnan como Bond el realizador asignado fue el veterano director inglés Michael Apted, quien tenía cierto prestigio por la película Gorilas en la niebla, y logró otro buen éxito con The World Is Not Enough. Para la cuarta y última entrega de Brosnan, en el papel en Muere Otro Día, se eligió al neozelandés Lee Tamahori como director, que optó por un enfoque futurista hacia el filme colocando efectos en cámara lenta que no sintonizan con la impronta de James Bond, que en resumen no supo diferenciar un film moderno de un film de Bond en una fallida dirección: abundancia de efectos especiales exagerados, autos invisibles, demasiada pirotecnia, la presencia de Jinx, Halle Berry, interpretando a una errante "James Bond femenina" y un tema musical muy techno cantado por Madonna.

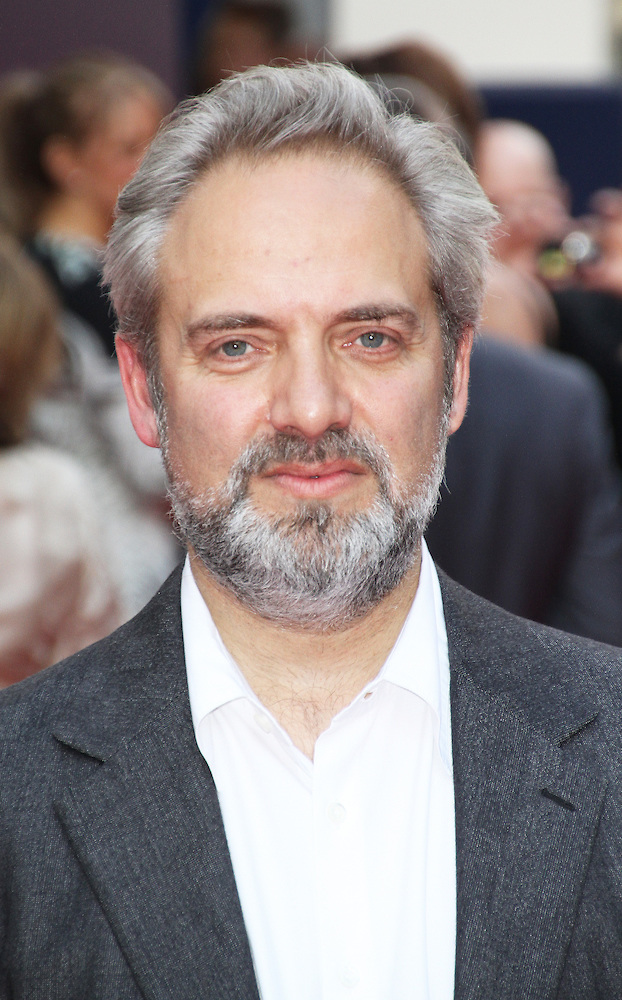
Sam Mendes, director de Skyfall y de Spectre.

En 2006, revitalizando la serie con Daniel Craig como el nuevo 007 en Casino Royale se llamó de nuevo a Martin Campbell, quien consiguió el mayor éxito económico de James Bond hasta la fecha, lo cual, lo convierte en el único realizador de la nueva era Bond que hasta el momento ha repetido en la silla de director, encontrándose, además, sus dos filmes de la saga entre lo más reconocidos de su carrera, y abriendo la posibilidad de que otra vez vuelva en el futuro. Campbell es conocido más por relanzar a Bond y, por ende, de realizar 2 películas de la saga reconocidas por los críticos como las mejores, en cuanto a argumento y estilo de dirección.
Para la segunda entrega de la serie protagonizada por Craig, el director fue el alemán Marc Forster, lo cual refrendó la intención de los productores de flexibilizar aún más la nueva era Bond iniciada en 1995, haciendo Forster una estrecha continuación de Casino Royale, lo cual no se había hecho antes.
En la tercera y cuarta entrega del Bond de Daniel Craig, el director asignado es Sam Mendes, director de las películas más taquilleras de la historia de Bond, un realizador reconocido, que hace de Bond una persona normal: deprimido, con dudas morales sobre su trabajo y enfrentado a conflictos personales, pero además creó con Javier Bardem a uno de los villanos más redondos de la saga.-

## Lafórmula Bond
En el cine, James Bond se consagró por medio de una fórmula que ha sido imitada por muchos otros filmes y directores, muchas veces en serio y otras tantas en clave de parodia. La "fórmula Bond" fue perfilada de manera muy precisa a partir de "Goldfinger", filme en donde coinciden todos sus elementos en gloria y majestad por primera vez. Los elementos de la fórmula Bond son:

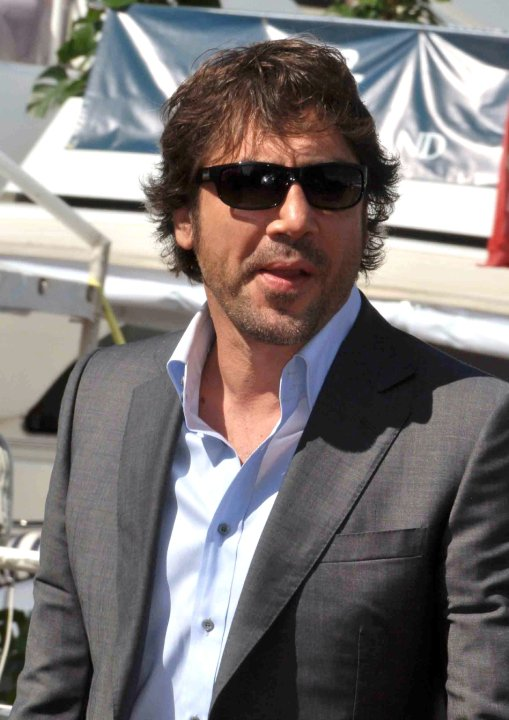
Javier Bardem con su papel de Raoul Silva en Skyfall, es considerado uno de los mejores villanos de la saga.

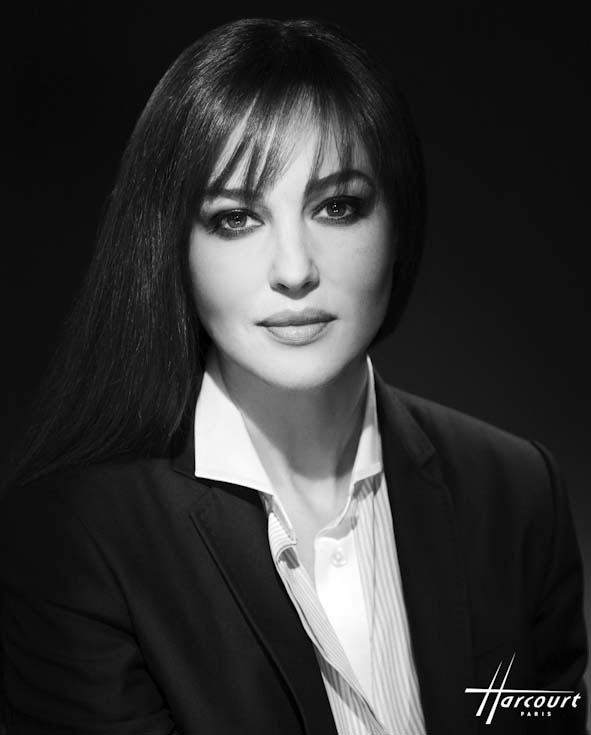
Monica Bellucci con su papel se convirtió en la mujer de más edad, 50 años, en interpretar el rol de ``chica Bond´´.

1. El agente James Bond: Excapitán de fragata de la marina inglesa y exintegrante de las SAS, (fuerzas especiales británicas). James Bond es un hombre que está comenzando sus 40. Dispone de un buen estado físico, requerimiento indispensable en su labor. Bond es un hombre con carisma, educado y bien parecido, seductor con las mujeres y rudo con el enemigo. Sus gustos son caros y sofisticados. Sabe mucho de vinos y cócteles y es asiduo al póker y los casinos. Uno de los rasgos más marcados, es que viste siempre acorde a la ocasión: sport o formal. Como ex-oficial de la Marina de Su Majestad británica, está capacitado para pilotar lanchas, aviones y helicópteros. Además es un intrépido conductor de autos y muy hábil con las motocicletas. Posee un buen entrenamiento en lucha cuerpo a cuerpo, además de contar con amplios conocimientos en el manejo de toda clase de armas. Es experto tirador con pistola y armas largas. Tiene amplia experiencia en salto con paracaídas, salto "Halo", buceo y lucha de esgrima. Patriota incorruptible, valiente, honesto y leal, es consciente de lo ingrato de su trabajo y, aunque sabe que nunca recibirá reconocimiento alguno por su labor, no se desanima en cumplir cabalmente, con sus respectivas misiones. 007 no disfruta matando, pero no vacila ni un ápice en hacerlo, si su deber lo requiere, incluso si su oponente llegara a ser una mujer. Bond es, al mismo tiempo, un subordinado algo difícil de llevar. No se arredra ante ningún peligro, orden o misión, pero gusta de utilizar sus propios métodos, a fin de obtener resultados eficaces. Eso sí, semejante comportamiento le ha acarreado, dentro de la actual saga "Bond/Craig", serios problemas con sus superiores, lo que incluso le ha arriesgado a perder su empleo, por insubordinación. Amigo de planificación a la hora de realizar las distintas misiones, no desecha la acción improvisada, toda vez que el "trabajo de campo" es de resultados absolutamente variables o dispares. Esta actitud algo arrogante del actual 007, lanzado por la productora Broccoli, en el 2006, difiere de los Bond anteriores. Bond antes era obediente y subordinado sin objeciones. Quizás algo dócil. Siempre obedeciendo sin discutir ni cuestionar nada. Ahora, sin embargo, prefiere actuar según se den las circunstancias. Improvisa y gestiona con rapidez y decisión, basado en sentido común y su conocimiento del "trabajo de campo". En Skyfall, se revela como alcohólico y eventualmente adicto a las drogas. Aunque se muestra frío y seguro de sí mismo, es evidente que 007, en algún momento, sufre de remordimientos, aunque esto es solo para sí, no exteriorizándolos nunca. Bond jamás ha permitido que estos remordimientos interfieran con su labor. Reacio a confiar en los demás, salvo muy contadas excepciones, James Bond es un hombre profundamente observador, perspicaz y analítico. En las cintas "Skyfall" y "Spectre" , años 2012 y 2015 respectivamente, se entregan algunos atisbos de la vida de un Bond preadolescente. Como único integrante sobreviviente de una familia disfuncional, cuyos progenitores fallecen trágicamente, la vida de James Bond va por derroteros que conforman no sólo su carácter de lobo solitario, sino que también es el vínculo entre su pasado, presente y futuro. En la película "Spectre", debuta su -hasta ese momento- desconocido pero brillante y desequilibrado hermanastro, Franz Oberhauser, quien después se hace llamar Ernst Stavro Blofeld (encarnado por el talentoso ganador del Oscar, el austriaco Christoph Waltz) es una sombra indeleble y siempre presente en el mundo, obra y vida de Bond. James Bond utiliza una pistola semiautomática Walther PPK, calibre 7,65 (en "Doctor No", primera cinta de 007, protagonizada por el mítico Sean Connery, se lo ve con ella por primera vez, al tiempo que abandona su anterior arma, una Beretta calibre .25 por órdenes superiores). Hay que señalar, asimismo, un nuevo cambio en su armamento muy acorde con el endurecimiento del personaje por Daniel Craig, al abandonar la obsoleta Walther PPK del 7,65 por una nueva, futurista y más contundente Walther P99 de 9 mm Parabellum. Estas características fueron plasmadas, con mayor o menor énfasis, por varios actores: Sean Connery en seis películas (sin contar "Nunca digas nunca jamás"), George Lazenby en una, Roger Moore en siete, Timothy Dalton en dos y Pierce Brosnan en cuatro. Para "Casino Royale" fue elegido el actor Daniel Craig. Por último, ya cayó en desuso y ha sido eliminada y no se nombra, la supuesta costumbre de que James Bond, duerme con una pistola bajo la almohada. Era un antiguo resabio de los primeros Bond, los cuales se desarrollaban en el marco de la guerra fría de los 60's y 80's.
2. El supervillano: De modales corteses, encanto y gran urbanidad -como buen hombre de mundo- posee un gran ego, vanidad y ambición. Usualmente desea conquistar el mundo o algo de él: petróleo, agua, tecnología, recursos varios. Sin embargo, también hay supervillanos con pretensiones algo más "modestas" (controlar la droga en Estados Unidos, o la fabricación de supercomputadoras, etcétera). En la película "Skyfall", el supervillano de turno y exagente del MI6, el astuto, manipulador, carismático e histriónico Silva (también conocido como Thiago Rodríguez, encarnado por el ganador del Oscar Javier Bardem) es retratado como una persona con algunas notorias disfunciones sexuales, siendo así el opuesto absoluto de la masculinidad de Bond. Este villano no sólo ha sido el único que ha hecho sudar frío a 007, al realizarle breves y sensuales toqueteos estando atado a una silla, sino que también fue el único que logró -hasta el momento- vulnerar las oficinas centrales del MI6 y volarlas. El antagonista de James Bond, no sólo es usualmente una mente sagaz, sino que también posee abundantes recursos financieros. De igual manera, cuenta con cero escrúpulos a la hora de llevar a cabo sus maquinaciones y el posterior costo de vidas inocentes. El villano, de igual modo, también ha sufrido un trauma violento en su vida, lo que en algunos momentos, se puede presentar como lo que le hizo derivar en un ser malvado. El villano Bond más característico, sin embargo, es Ernst Stavro Blofeld, el siniestro jefe de SPECTRE, reconocible por acariciar siempre a su gato blanco mascota, y que apareció en "Desde Rusia con amor", "Operación Trueno", "Sólo se vive dos veces", "Diamantes para la eternidad", "007 al Servicio Secreto de Su Majestad" y la secuencia de precréditos de "Sólo para sus ojos". En la saga de películas de Austin Powers, de principios de la década del 2000, Mike Myers se caracteriza como el villano "Doctor Maligno" / "Doctor Malito", luciendo el mismo vestuario, modales, gato y cicatriz que Blofeld, aunque con resultados bastante más hilarantes que intimidantes.
3. Las chicas Bond: algunas veces dos, una buena y una mala. La mala es generalmente una vampiresa dispuesta a seducirlo para perderlo, aunque hay excepciones ("Goldfinger", "Moonraker"). La buena era inicialmente la chica que se metía en problemas para que Bond la salve, aunque en la evolución de la serie, algunas de ellas llegaron a luchar con Bond mano a mano contra el mal. En algunas películas aparece una tercera chica, en categoría de "conquista menor", y sin mayor trascendencia en la historia. Algunas chicas Bond famosas han sido Ursula Andress, Honor Blackman, Jane Seymour, Kim Basinger, Bárbara Carrera, Maud Adams, Tanya Roberts, Grace Jones, Talisa Soto, Izabella Scorupco, Famke Janssen, Sophie Marceau, Denise Richards, Halle Berry, Michelle Yeoh, Léa Seydoux, Monica Bellucci, Eva Green, Ana de Armas, etcétera. En "Casino Royale" (2006), correspondiente a la primera cinta de la "cronología Craig y posteriores", hubo una chica que no cayó bajo los encantos de Bond, aunque él tampoco demostró ni el más mínimo interés. Es el caso de Valenka, la chica de Le Chiffre (Mads Mikelsen) interpretada por Ivana Milicevic. Esta cinta ha sido la única, hasta el momento, en que 007 no intima con una guapa chica villana. De igual manera, en "Quantum of Solace", cinta del año 2008, la actriz Olga Kurylenko, quien interpreta a Camille Montes, tampoco intima con Bond, complementándose ambos, eso sí, en una relación profesional y de respeto mutuo.
4. Los inventos o gadgets. Q (interpretado por Desmond Llewelyn desde 1962 hasta su muerte en 1999) es el personaje encargado de equipar a Bond con lo más avanzado de la tecnología para cumplir sus misiones. Estos artículos, como bolígrafos explosivos, gafas de rayos X, relojes con láser, mochilas voladoras o misiles en forma de cigarrillos, frecuentemente son usados sólo una vez. Muchos de los vehículos que usa Bond incluyen o son también gadgets, que resultan siempre destruidos, a pesar de las constantes advertencias y quejas de Q hacia 007. La tercera cinta de Daniel Craig, "Skyfall", marcó el renacimiento de Q, con notables diferencias. Este maestro de armas, carece de la edad del entrañable Q de antaño, el mayor Boothroyd. Es un civil, un joven nerd, ególatra y amante de las computadoras. Tras un encuentro inicial un tanto incómodo, por no decir hostil, ambos ganan el respeto del otro.  Y este nuevo Q, deja muy en claro cuáles serán los pasos a seguir, en esta reestrenada era Bond. Se da a entender que los gadgets de antes, tales como relojes con láser, mochilas propulsoras, maletines con armas, cinturones para rappel y todo aquello que raye en lo fantástico, son historia pasada, sepultada y olvidada. Cuando Q le entrega a 007 un diminuto radiotransmisor (satelital) y una pistola, Bond se aprecia visiblemente decepcionado. Actitud que no pasa desapercibida para Q quien le interroga si acaso esperaba algo más. Algo así como un ¿"bolígrafo explosivo"?, sugiere con sorna. Y sin esperar respuesta, le dice a Bond: "creo que esos ya no los hacemos". De esa manera, la producción le hizo un discreto guiño a la cinta "GoldenEye", de 1995 y a uno de los villanos, el insufrible y obsesivo pirata informático Boris Grishenko, interpretado por Alan Cumming. En definitiva, James Bond contará con un auto veloz, el cual debería venir con algunas prestaciones extras, como blindaje, armas, asientos eyectables y algo realmente inusual: un botiquín de primeros auxilios. Complementa su equipamiento, un teléfono celular moderno y su pistola. Lo que no varió, fue la consabida petición de Q, quien insta a Bond a devolver íntegros los equipos utilizados, una vez concluida la misión. Algo que en realidad no suele suceder, para fastidio de Q. En "Spectre", Q le hace entrega de un reloj Omega 300 Seamaster, equipado con un potente explosivo plástico, el cual Bond utiliza para escapar de su captor, el desquiciado Franz Oberhauser / Ernst Stavro Blofeld, interpretado -como ya hemos dicho- por el oscarizado actor austríaco Christoph Waltz. En "No Time to die", Q le entrega a Bond un reloj equipado con un pulso electromagnético, con el cual acaba al secuaz de Safin Primo al proyectarlo en su ojo y reventarlo.
5. Los coches. La mayoría los conduce Bond. El más representativo es el clásico Aston Martin DB5 de "Goldfinger", usado después en otras cinco películas de la saga. Son también recordados el Toyota 2000GT Convertible de "Sólo se vive dos veces", el Lotus sumergible de "La espía que me amó" o el Aston Martin Vanquish invisible de "Muere otro día".
6. Los secundarios: éstos incluyen al jefe M, la secretaria Moneypenny, el inventor Q, el jefe de personal del MI6, Bill Tanner y el agente de la CIA Félix Leiter (aparece solo en algunas películas, y siempre interpretado por actores diferentes, solo interpretado por el mismo actor en "Vive y deja morir" y Licencia para matar; y por Jeffrey Wright en Casino Royale y Quantum of Solace). Precisamente, en Quantum of Solace, se ve que Félix Leiter es un hombre cabal, valiente e íntegro y se revela como un leal, confiable y buen amigo de Bond, a quien se refiere como "hermano". (En este caso, como hermano de servicios de inteligencia, ya que Leiter sirve a la CIA en Langley y Bond al MI6, respectivamente).
7. Paisajes paradisíacos y exóticos: en sus filmes, Bond ha viajado por Jamaica, Bahamas, Francia, Suiza, Inglaterra, Estados Unidos (Nueva Orleans, California), Japón, Rusia, Egipto, España, Italia, India, etcétera, aparte de algunos lugares imaginarios (la república centroamericana de Istmo, la isla caribeña de Saint Monique). La acción de Bond siempre tiene lugar en grandes escenarios naturales.
8. Sofisticación a raudales: casinos elegantes. Deportes de élite (golf, polo). Remates de objetos caros. Oficinas en barrios de alta sociedad.
9. Todo combinado en un cierto orden: espectacular secuencia de precréditos, secuencia de créditos con sombras de chicas hermosas, responsabilidad por muchos años de Maurice Binder y sustituido a su muerte por Daniel Kleinman, a partir de "GoldenEye", escena entre Bond, M y Moneypenny en donde se le asigna la misión, primer encuentro con el villano (muy civilizado), investigación subsiguiente, superación de obstáculos (liquidar a la chica mala y al esbirro del villano), y enfrentamiento final con el villano.
10. Banda sonora. El tema original de Bond fue compuesto por Monty Norman. Durante años, el responsable de la banda sonora fue John Barry, quien le dio un toque único y especial, aunque por cuestiones de fuerza mayor fuese sustituido por músicos como Bill Conti en "For Your Eyes Only" o Marvin Hamlisch en "La espía que me amó". La última partitura de Barry fue para la película "007 alta tensión", la cual marco su despedida pues Barry no pudo estar presente para musicalizar Licencia para matar, cuya partitura fue compuesta por Michael Kamen. Posteriormente han intervenido Eric Serra y David Arnold. Las canciones Bond son aparte, están en la secuencia de créditos, y sirven para promocionar el filme. Entre quienes han interpretado canciones Bond están Tom Jones, Paul McCartney & The Wings, Sheena Easton, Matt Monro, Sheryl Crow, Duran Duran, Tina Turner, Garbage, A-ha o Madonna. Pero la que se ha repetido más veces es Shirley Bassey, quien interpretó el tema central de "Goldfinger", "Diamantes para la eternidad" y "Moonraker".
11. Las frases. Quizás su frase más famosa es aquella que sirve para presentarse, cuando su interlocutor desconoce su identidad y él responde:  "Bond..., James Bond". Otra de sus frases más conocidas es la que utiliza al pedir su bebida favorita: "Vodka Martini; agitado, no mezclado" ("Shaken, not stirred" en inglés, incorrectamente traducido en la etapa Pierce Brosnan como "mezclado, no agitado" en España, lo cual significa lo contrario). También es famosa la frase "James Bond will return..." ("James Bond volverá..."), que despide, entrega a entrega, las cintas Bond.

## Recepción

### Premios y nominaciones
Con un total de 27 nominaciones a los Oscars, es la quinta saga fílmica (empatada con Star Trek) con más nomiaciones a dichos premios, siendo sus predecesoras Trilogía cinematográfica de El señor de los anillos (30), El padrino (28), Star Wars (22) y las películas Going My Way (Siguiendo mi camino) de 1944 y Las campanas de Santa María (The Bells of St. Mary's) de 1945.

### Críticas
| Película                        | Rotten Tomatoes   | Rotten Tomatoes      | Rotten Tomatoes     | Metacritic      | CinemaScore | IMDb                | FilmAffinity       |
| Película                        | Críticos          | Críticos importantes | Audiencia           | Metacritic      | CinemaScore | IMDb                | FilmAffinity       |
| ------------------------------- | ----------------- | -------------------- | ------------------- | --------------- | ----------- | ------------------- | ------------------ |
| Dr. No                          | 95% (61 reseñas)  | 100% (8 reseñas)     | 82% (100 000 votos) | 78 (8 reseñas)  |             | 7.2 (169 124 votos) | 6.8 (31 680 votos) |
| From Russia with Love           | 97% (62 reseñas)  | 100% (14 reseñas)    | 84% (50 000 votos)  | 83 (18 reseñas) |             | 7.4 (136 563 votos) | 6.6 (11 572 votos) |
| Goldfinger                      | 99% (72 reseñas)  | 93% (15 reseñas)     | 89% (100 000 votos) | 87 (12 reseñas) |             | 7.7 (192 183 votos) | 6.9 (14 375 votos) |
| Thunderball                     | 85% (53 reseñas)  | 88% (8 reseñas)      | 73% (50 000 votos)  | 64 (9 reseñas)  |             | 6.9 (119 958 votos) | 6.2 (7 273 votos)  |
| You Only Live Twice             | 74% (53 reseñas)  | 20% (10 reseñas)     | 68% (50 000 votos)  | 61 (14 reseñas) |             | 6.8 (110 959 votos) | 6.2 (7 449 votos)  |
| Diamonds Are Forever            | 63% (51 reseñas)  | 58% (12 reseñas)     | 58% (50 000 votos)  | 59 (11 reseñas) |             | 6.5 (107 845 votos) | 6.1 (6 847 votos)  |
| Never Say Never Again           | 71% (55 reseñas)  | 70% (10 reseñas)     | 37% (50 000 votos)  | 68 (15 reseñas) |             | 6.1 (68 998 votos)  | 6.0 (7 587 votos)  |
| Promedio de Sean Connery        | 83%               | 76%                  | 70%                 | 71              |             | 6.9                 | 6.4                |
| On Her Majesty's Secret Service | 81% (57 reseñas)  | 63% (8 reseñas)      | 64% (50 000 votos)  | 61 (12 reseñas) |             | 6.8 (93 364 votos)  | 5.7 (5 543 votos)  |
| Promedio de George Lazenby      | 81%               | 63%                  | 64%                 | 61              |             | 6.8                 | 5.7                |
| Live and Let Die                | 65% (52 reseñas)  | 50% (12 reseñas)     | 64% (50 000 votos)  | 55 (9 reseñas)  |             | 6.7 (109 137 votos) | 5.9 (6 026 votos)  |
| The Man with the Golden Gun     | 40% (52 reseñas)  | 13% (8 reseñas)      | 55% (50 000 votos)  | 43 (11 reseñas) |             | 6.7 (106 961 votos) | 6.1 (6 554 votos)  |
| The Spy who Loved Me            | 81% (59 reseñas)  | 40% (40 reseñas)     | 76% (50 000 votos)  | 55 (12 reseñas) |             | 7.0 (110 236 votos) | 6.1 (6 378 votos)  |
| Moonraker                       | 59% (56 reseñas)  | 82% (11 reseñas)     | 43% (50 000 votos)  | 66 (13 reseñas) |             | 6.2 (102 567 votos) | 5.6 (7 309 votos)  |
| For Your Eyes Only              | 69% (55 reseñas)  | 45% (11 reseñas)     | 64% (50 000 votos)  | 54 (12 reseñas) |             | 6.7 (102 749 votos) | 5.9 (5 776 votos)  |
| Octopussy                       | 42% (50 reseñas)  | 60% (10 reseñas)     | 47% (50 000 votos)  | 63 (14 reseñas) |             | 6.5 (107 300 votos) | 5.9 (7 605 votos)  |
| A View to a Kill                | 37% (62 reseñas)  | 25% (12 reseñas)     | 40% (50 000 votos)  | 40 (20 reseñas) |             | 6.3 (99 227 votos)  | 5.8 (6 326 votos)  |
| Promedio de Roger Moore         | 56%               | 45%                  | 55%                 | 54              |             | 6.6                 | 5.9                |
| The Living Daylights            | 73% (59 reseñas)  | 65% (17 reseñas)     | 66% (50 000 votos)  | 59 (18 reseñas) | A           | 6.7 (100 079 votos) | 5.6 (6 138 votos)  |
| Licence to Kill                 | 79% (62 reseñas)  | 59% (17 reseñas)     | 61% (50 000 votos)  | 58 (25 reseñas) | B+          | 6.6 (106 172 votos) | 5.4 (7 006 votos)  |
| Promedio de Timothy Dalton      | 76%               | 62%                  | 64%                 | 59              | A-          | 6.7                 | 5.5                |
| GoldenEye                       | 80% (85 reseñas)  | 71% (28 reseñas)     | 83% (250 000 votos) | 65 (19 reseñas) | A-          | 7.2 (258 999 votos) | 5.9 (70 061 votos) |
| Tomorrow Never Dies             | 57% (92 reseñas)  | 54% (28 reseñas)     | 53% (100 000 votos) | 52 (38 reseñas) | A-          | 6.5 (196 262 votos) | 5.5 (17 475 votos) |
| The World Is Not Enough         | 51% (147 reseñas) | 55% (40 reseñas)     | 49% (100 000 votos) | 57 (38 reseñas) | B+          | 6.4 (202 419 votos) | 5.4 (16 784 votos) |
| Die Another Day                 | 55% (225 reseñas) | 39% (54 reseñas)     | 41% (250 000 votos) | 56 (43 reseñas) | A-          | 6.1 (220 966 votos) | 5.4 (21 986 votos) |
| Promedio de Pierce Brosnan      | 61%               | 55%                  | 57%                 | 58              | A-          | 6.6                 | 5.6                |
| Casino Royale                   | 94% (264 reseñas) | 97% (69 reseñas)     | 90% (250 000 votos) | 80 (46 reseñas) | A-          | 8.0 (659 207 votos) | 6.9 (77 437 votos) |
| Quantum of Solace               | 64% (299 reseñas) | 52% (75 reseñas)     | 58% (250 000 votos) | 58 (48 reseñas) | B-          | 6.6 (450 689 votos) | 5.9 (58 416 votos) |
| Skyfall                         | 92% (389 reseñas) | 92% (86 reseñas)     | 86% (250 000 votos) | 81 (49 reseñas) | A           | 7.8 (698 614 votos) | 6.6 (53 387 votos) |
| Spectre                         | 63% (368 reseñas) | 59% (80 reseñas)     | 51% (100 000 votos) | 60 (48 reseñas) | A-          | 6.8 (442 343 votos) | 6.0 (25 974 votos) |
| No Time to Die                  | 83% (425 reseñas) | 81% (77 reseñas)     | 81% (10 000 votos)  | 68 (66 reseñas) | A-          | 7.3 (399 589 votos) | 6.2 (16 796 votos) |
| Promedio de Daniel Craig        | 79%               | 76%                  | 73%                 | 69              | A-          | 7.3                 | 6.3                |
| Promedio total                  | 73%               | 64%                  | 64%                 | 62              | A-          | 6.8                 | 5.9                |